# RoboCop (игра)
RoboCop (яп.  ロボコップ) — компьютерная игра, первая игра из серии RoboCop, основанной на сюжете одноимённого фильма. Выпущена в 1988 году компанией Data East.

## Сюжет
Детройт. Недалёкое будущее. Грядёт строительство Дельта сити. Убитого в перестрелке полицейского Алекса Мерфи учёные применяют для проекта «Робокоп». Цель Робокопа — искоренить преступность, подавить коррупцию и восстановить справедливость. Робокоп намерен отомстить банде, убившей его, а также взять с поличным организатора покушения Кларенса Боддикера.

## Игровой процесс
Во время прохождения уровней игрок приобретёт новое оружие: автомат и винтовку «Кобра». Количество выстрелов из этих видов оружия ограничено.
Для прохождения игроку отводится определённое количество энергии и здоровья. Также при высоком напряжении у Робокопа отказывает система.

### Персонажи
- Робокоп.
- Дик Джонс. Вице-президент OCP. Покровительствует преступникам. Не является боссом в игре.

Босс
- Кларенс Боддикер. Главарь банды
- Президент OCP по прозвищу «Старик». Взят в заложники Диком Джонсом.

### Уровни
- «Детройт». Цель миссии — подавить преступление, совершаемое в Нэш Авеню.
- «Мэрия». Робокоп намерен помешать сумасшедшему преступнику Миллеру убить мэра.
- «Офис ОСР».
- «Фабрика».
- «OCP».

## Версии

### NES
Версия для приставки NES является классическим платформером-shoot 'em up с сайд-скроллингом для одного игрока. Сюжет игры приближен к сюжету фильма и также, как и дизайн уровней, передаёт атмосферу фильма.

### Sega Mega Drive,SNESи другие
Игра выполнена в жанре платформера. Особенностью данной версии является разнообразие амуниции Робокопа — ракеты, лазер, огнемёт и т. д. Также в игре встречается бонус-уровень.

## Критика
Мнения критиков об игре разделились в зависимости от целевой платформы. Например, журнал Zzap!64 присудил игре на Amiga оценку 92 %, отметив его как прекрасно выполненный порт с аркадных автоматов.